# Kalamisz

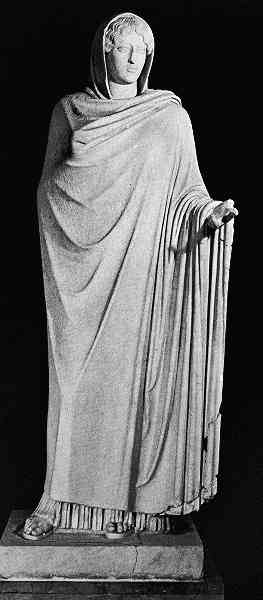
Az Aphrodité Szótéré a Nápolyi Múzeumban

Kalamisz (ógörögül: Kαλαμις; i. e. 500 k.) ógörög szobrász, talán Beozia szülötte. I. e. 480 és i. e. 440 között, kezdetben Athénban, később a Peloponnészoszon működött. A források szerint márványból, crisoelefantina technikával és mindenekelőtt bronzból alkotott.

## Tevékenysége
Kalamisz műveiről az ókori irodalmi forrásokból meríthető információ számtalan, bár kevés azonosítható példányt kísérnek nyomon. A kronologikus elhelyezkedés és szobrászatának jellegzetességei a szigorú stílus tipikus képviselőjévé teszik, akinek műveire Quintilianus (Institutio oratoria, XII.10.7.) és Cicero (Brutus, 18.70) is emlékezik az ókori „szigorúság” mesterei között. Halikarnasszoszi Dionüsziosz ehelyett felidézi annak kifinomultságát és kecsességét (de Isocrates, 3). Római költői szövegkörnyezetekben is említik, például Propertius (Elégiák, III.9.10) és Ovidius (Epistulae ex Ponto, IV.1.33), amelyek lószobrászként említik; Idősebb Plinius Kalamisz lovairól is ír a Naturalis historia egyik részében (XXXIV, 71), amely azonban utalhat egy azonos nevű szobrászra is az i. e. 4. századból. 
Kalamisz karaktere, ha a neki tulajdonított másolatokból levezethető stílusjegyeket követjük, távolinak tűnik a mozgalomban rejlő problémáktól, a reggiói Pitagorasz és Mürón számára egyaránt kedves; úgy tűnik, jobban érdekli a figura statikája és volumetriája, illeszkedve a kutatások Critiustól Polükleitoszig terjedő sorába. A drapériák, a szövegrészek szintézise és lágysága iránti érdeklődés Pheidiasz közvetlen előzményévé teszik. 

### Aphrodité Szótéré
Az Aphrodité Szótérével (bronz eredetije kb. i. e. 465-ből származik) Kalamisz egyedülálló módon járult hozzá a szigorú stílushoz, a fény lágy játékával, amely a köpenybe burkolva befedi modellje testét és minden anatómiai intuícióját; a kivétel a gyönyörű ovális arc, amelyről Luigi Lanzi azt mondja, hogy Kalamisz nagyon jól leírta a „szerénységet és a mosolyt”. A Sosandrával kapcsolatos ősi irodalmi források Lukianosz (Imagines) és Pauszaniasz Periégétész (I.23.2); mindketten Propylaea szobrára emlékeznek, Pauszaniasz pedig Calliasra (Kimón sógorára) emlékezik dedikálóként. A mű mintegy húsz római császárkori márványmásolaton keresztül ismert, amelyek közül az egyik legismertebbet Mario Napoli találta meg Baiae közelében, és a Nápolyi Nemzeti Régészeti Múzeumban állították ki; egy másikat a berlini Pergamonmuseumban őriznek.

### Az omphalosz Apollónja

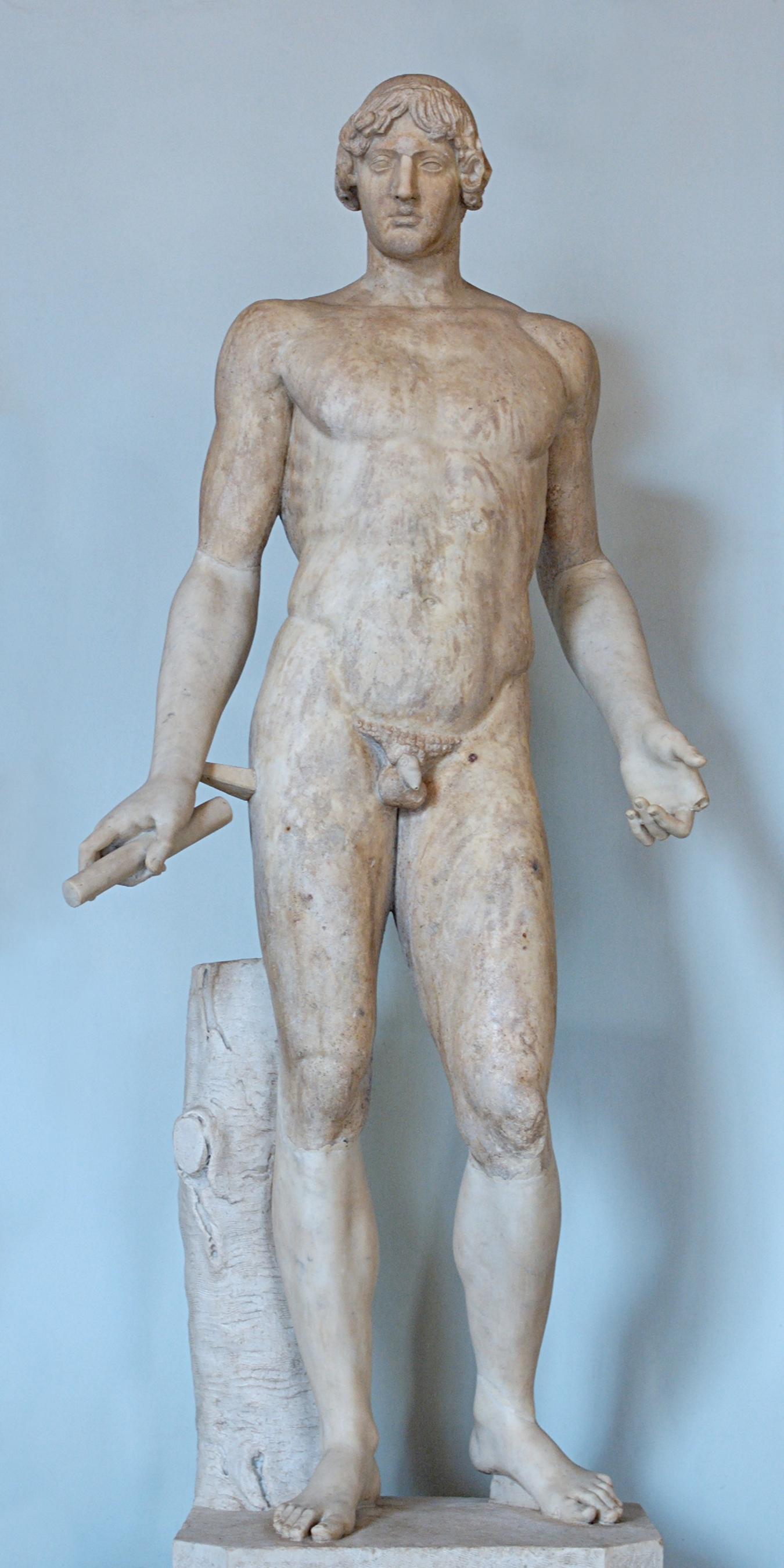
Az omphalosz néven ismert Apolló császárkori másolata, egy szigorú stílusú bronz eredetiből, amely i. e. 470-460 körüli dátummal készült. Róma, Capitoliumi Múzeumok, Albani Gyűjtemény, MC638

Egy másik Kalamisznak tulajdonított alkotás az omphaloszi Apolló, egy bronz eredeti, amely a római korból több márványmásolatban is fennmaradt (az Athéni Nemzeti Régészeti Múzeumban, Rómában a Capitoliumi Múzeumokban és más múzeumokban). Ennek az alkotásnak Kalamisznak való tulajdonítása azonban nem biztos: a szobrot Apolló Alexikakosszal azonosították, amelyről Pauszaniasz úgy emlékezik meg, hogy az athéni agorában, Apollo Patroos temploma előtt állítottak fel egy következetlenségeit bemutató, részben. kronologikus (Paus., I.3.4). Stílusilag az Apolló a Sosandrához hasonlít, és az Artemisio-fok Cronidusaival kapcsolatban is próbálkoztak stilisztikai megközelítéssel (amelyet szintén Aeginai Onatának és Mürónnak tulajdonítanak). 

### Deinomenész Donariója
Pauszaniasz Kalamisznak tulajdonítja azt a két lovat, amelyeken gyermekek lovagolnak, és amelyeket az Aeginai Onata által készített szekér oldalán találtak, amelyet Deinomenész, a szirakúzai Hieron fia szentelt fel az utóbbi helyett, aki meghalt, mielőtt a művet Zeusznak szentelhette volna. köszönetképpen az i. e. 468-as olimpiai játékokon (Paus., VI.12.1) a kocsiversenyen aratott győzelméért. 

### Egyéb munkái
Pauszaniasz szerint további alkotásai: Olümpiában az Akragasz lakossága által felszentelt bronzcsoport imádkozó gyerekekkel (V.25.5) és a mantinéiak által adományozott bronz Niké aptera (V.26.6), Aszklépiosz kriszelefantin szobra Sziküónban (II. 10.3), egy bronz krioforikus Hermész Tanagrában (IX.22.1), egy Zeusz Ammon, amelyet Thébának ajánlott. Pindarosz (IX.16.1). Sztrabón felidéz egy kolosszális Apollónt Apollonia Ponticában (Sztrab., VII.319). A Hestia Giustinianit is Kalamisz köréhez sorolják. 

## Fordítás
- Ez a szócikk részben vagy egészben  a   Calamide című olasz Wikipédia-szócikk ezen változatának fordításán alapul.  Az eredeti cikk szerkesztőit annak laptörténete sorolja fel. Ez a jelzés csupán a megfogalmazás eredetét és a szerzői jogokat jelzi, nem szolgál a cikkben szereplő információk forrásmegjelöléseként.

## Bibliográfia
- Enciclopedia dell'arte antica classica e orientale. Roma: Istituto della enciclopedia italiana (1961)
- Greek bronze statuary from the beginnings through the fifth century b.C.. Ithaca ; London: Cornell U.P. (1988). ISBN 0-8014-2148-9
- The art of ancient Greece : sources and documents. Cambridge: Cambridge University Press (1990). ISBN 0-521-27366-8
- Lo stile severo in Grecia e in Occidente : aspetti e problemi. Roma: L'Erma di Bretschneider (1995). ISBN 88-7062-882-5
- Georg Lippold: Kalamis 1. In: Paulys Realencyclopädie der classischen Altertumswissenschaft (RE). X,2. kötet, Stuttgart 1919, 1532–1536. h.
- Richard Neudecker: Kalamis. In: Der Neue Pauly (DNP). 6. kötet, Metzler, Stuttgart 1999, ISBN 3-476-01476-2, 148–149. h.
- Paolo Moreno: Kalamis I. In: Rainer Vollkommer (szerk.): Künstlerlexikon der Antike. 1. kötet: A–K. K. G. Saur, München/Leipzig 2001, ISBN 3-598-11413-3, 373–382. oldal
- Der Neue Overbeck (DNO). Die antiken Schriftquellen zu den bildenden Künsten der Griechen. De Gruyter, Berlin 2014, ISBN 978-3-11-018233-0, 1. kötet, 494–523. oldal